# ゲイルズバーグ (イリノイ州)
- Galesburg
- ゲイルズバーグ
- ゲイルスバーグ
- ゲールズバーグ
- ゲールスバーグ

ゲイルズバーグ（英: Galesburg）は、アメリカ合衆国イリノイ州にある都市。ノックス郡の郡庁所在地である。2010年の国勢調査では人口32,195人だった。市内には私立4年制教養系カレッジであるノックス大学と、2年制コミュニティ・カレッジのカール・サンドバーグ・カレッジがある。
ゲイルズバーグシティ郡区が現存の郡区であり、ゲイルズバーグ市と一致している。
ゲイルズバーグ市は、ノックス郡とウォーレン郡で構成するゲイルズバーグ小都市圏の主要都市である。

## 地理
ゲイルズバーグ市は北緯40度57分8秒 西経90度22分7秒 / 北緯40.95222度 西経90.36861度 (40.952292, -90.368545)に位置している。
アメリカ合衆国国勢調査局に拠れば、市域全面積は17.93平方マイル (46.4 km2)であり、このうち陸地17.75平方マイル (46.0 km2)、水域は0.18平方マイル (0.47 km2)で水域率は1.00%である。

## 歴史
ゲイルズバーグはニューヨーク州から来た長老派教会牧師ジョージ・ワシントン・ゲイルが設立した。ゲイルは労働大学（en:Manual labor college）を設立する夢があった。それが後にノックス大学となった。ニューヨーク州から来た委員会が、1835年にノックス郡の土地6.9ヘクタールを購入し、翌年に最初の開拓者25人が入植した。現在のゲイルズバーグ市の直ぐ北、ストーリー湖近くのログシティに暫定の小屋を建設し、町の境界内には丸太小屋を作らないことに決めた。
市内にはイリノイ州で初の反奴隷制度団体ができた。1837年に設立され、地下鉄道 (秘密結社)の「停車駅」もあった。1858年のリンカーン・ダグラス論争の5回目が市内で開催され、1858年10月7日、ノックス・カレッジの「オールド・メイン」ビルに、一時的な演説台が付けられた。ノックス・カレッジは今日までこの「オールド・メイン」を維持し、使い続けている。地下鉄道博物館とリンカーン・ダグラス論争博物館をノックス・カレッジ卒業生会館を改修したあとに設立する計画がある。
ゲイルズバーグはメアリー・アン・ビッカーダイクが生まれた場所である。ビッカーダイクは南北戦争の時に北軍兵士の手当をした。戦後、詩人、著作家で歴史家のカール・サンドバーグ、詩人で画家のドロテア・タニング、メジャーリーグベースボールのスターであるジム・サンドバーグが生まれた。カール・サンドバーグが少年時代を過ごした家は、イリノイ歴史保存機関がカール・サンドバーグ歴史史跡として運営している。この場所にはサンドバーグが生まれたコテージ、現代博物館、サンドバーグと妻のリリアンが埋葬されている岩、および公演場がある。

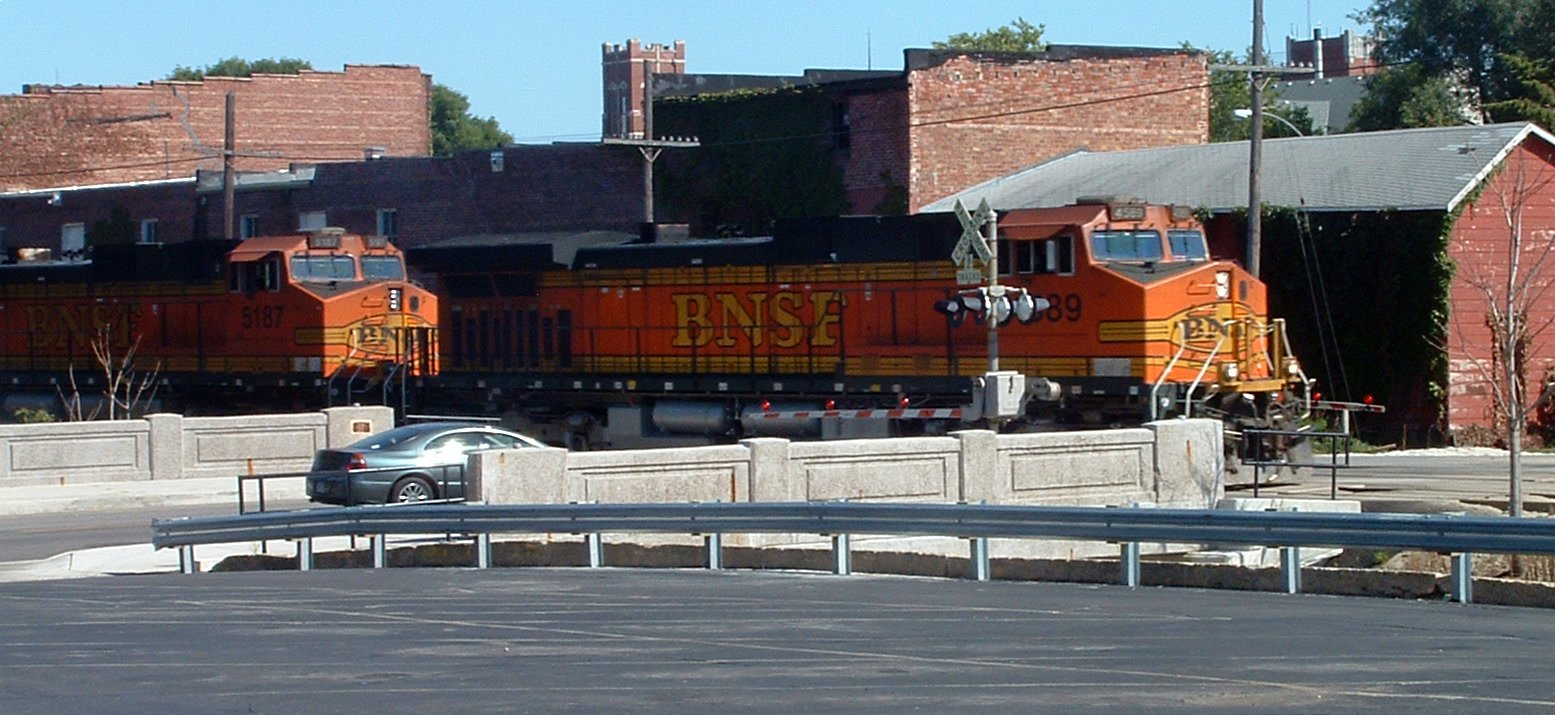
元サンタフェ鉄道駅を通過するBNSF鉄道の列車

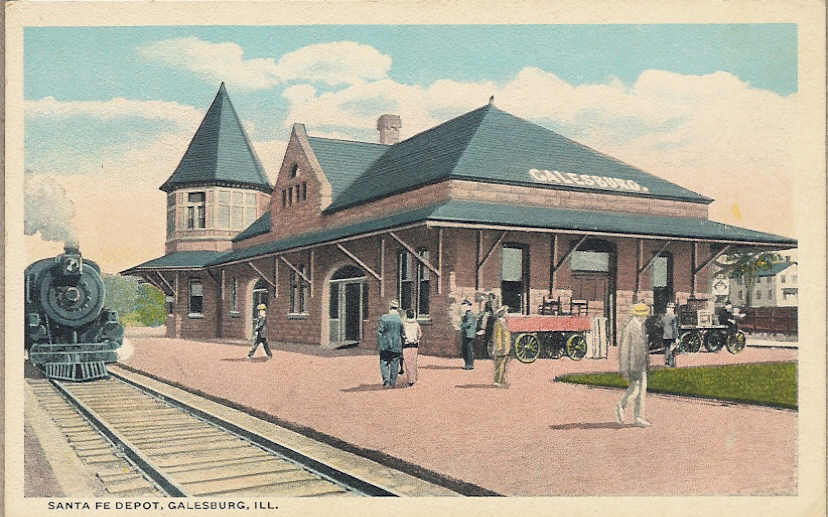
在りし日のサンタフェ駅

ゲイルズバーグはその歴史の大半を通じて鉄道との結びつきが強かった。地元事業家がイリノイ州の当時の2大都市であるシカゴとクインシーとを結ぶ最初の鉄道を推進し、さらに3番目の路線としてアイオワ州バーリントンからミシシッピ川向こうで止まっていた路線があり、これと橋で結びつけることで西部フロンティアへの道が付けられた。シカゴ・バーリントン・アンド・クインシー鉄道が市内で操車場を操業し、初めてハンプ操車場を使った。この操車場は現在BNSF鉄道が使っている。
19世紀後半、アッチソン・トピカ・アンド・サンタフェ鉄道がシカゴを中心に鉄道網を作り、ゲイルズバーグを通る路線もあった。ゲイルズバーグはその大きさの割りには鉄道が何本も通り、駅も幾つかあるという数少ない町の1つだった。実際にアムトラックがサンタフェ鉄道駅を閉鎖し、旅客は元バーリントン・ノーザン駅に統合したのは1996年になってからだった。鉄道の吸収合併が進んでBNSF鉄道の下に統合され、1時間に平均7本の列車が運行されている。2004年秋にメイタグが工場を閉鎖した時点で、BNSFは再度ゲイルズバーグ市最大の雇用主になった。
さらに自動車の真鍮時代におけるパイオニア的会社ウェスタンが、町の名前を採った「ゲイル」を生産した。
ロンバード・カレッジは1930年まで市内にあった。
市内のカー邸宅は、1899年にアメリカ合衆国大統領ウィリアム・マッキンリーとアメリカ合衆国国務長官ジョン・ヘイが閣議を開催した場所である。

## 交通

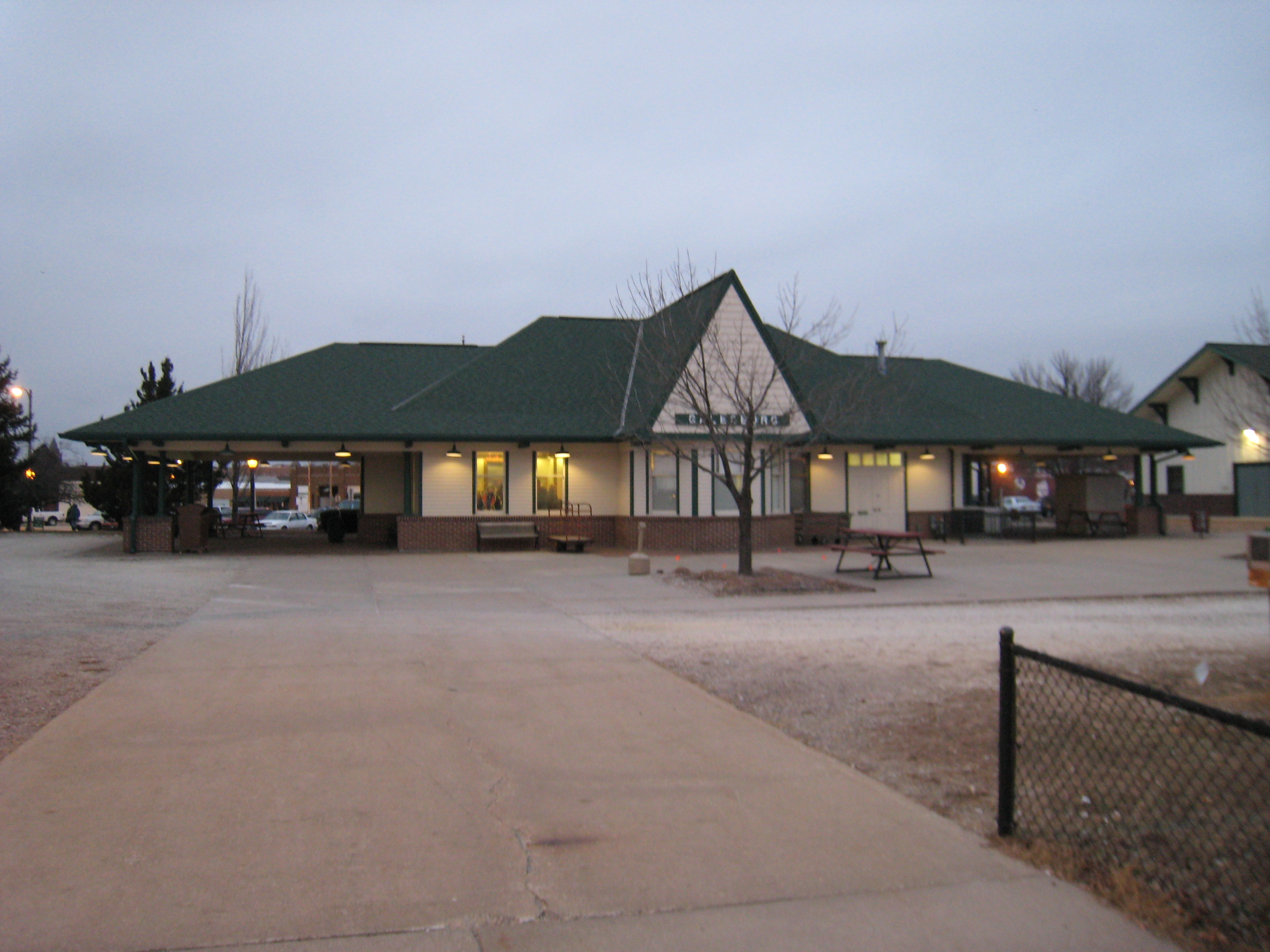
現在のゲイルズバーグ駅

全国的な旅客鉄道輸送会社であるアムトラックが、カリフォルニア・ゼファー号、カール・サンドバーグ号、イリノイ・ゼファー号、サウスウェスト・チーフ号の各列車を毎日上下運行しており、ゲイルズバーグ駅で停車し、シカゴとゲイルズバーグより西の地点とを繋いでいる。シカゴからのこれらの路線はゲイルズバーグから各方面に分かれ、ゲイルズバーグはちょうどその分岐駅になっている。ゲイルズバーグ・トランジットが市内のバス便を運行している。現在は4路線がある。BNSF鉄道が貨物鉄道を運行し、町の南3キロメートルに大型のハンプ操車場を運営している。
ゲイルズバーグ市内を州間高速道路74号線が通り、北はクァッドシティーズ地域のモリーン市、南東はピオリア市とを繋いでいる。イリノイ州道110号線、別名シカゴ・カンザスシティ・イクスプレスウェイはゲイルズバーグを通って、南のマコーム（西イリノイ大学がある）に向かい、クインシーを抜けた後にミズーリ川を渡る。アメリカ国道34号線はゲイルズバーグとアイオワ州バーリントンとを繋いでいる。
ゲイルズバーグ市民空港は一般用途空港であり、クァッドシティ国際空港とジェネラル・ウェイン・A・ダウニング・ピオリア国際空港から商業便を利用できる。

## 人口動態
以下は2000年国勢調査による人口統計データである。
| 基礎データ - 人口: 33,706 人 - 世帯数: 13,237 世帯 - 家族数: 7,902 家族 - 人口密度: 770.2人/km2（1,994.9人/mi2） - 住居数: 14,133 軒 - 住居密度: 322.9軒/km2（836.5 軒/mi2） 人種別人口構成 - 白人: 84.23% - アフリカン・アメリカン: 10.20% - ネイティブ・アメリカン: 0.22% - アジア人: 1.03% - 太平洋諸島系: 0.02% - その他の人種: 2.46% - 混血: 1.84% - ヒスパニック・ラテン系: 5.01% 先祖による構成 - ドイツ系：17.4% - アメリカ人：12.6% - アイルランド系：11.5% - スウェーデン系：11.3% - イギリス系：9.1% | 年齢別人口構成 - 18歳未満: 21.1% - 18-24歳: 11.8% - 25-44歳: 27.0% - 45-64歳: 22.0% - 65歳以上: 18.1% - 年齢の中央値: 38歳 - 性比（女性100人あたり男性の人口） - 総人口: 100.3 - 18歳以上: 98.1 世帯と家族（対世帯数） - 18歳未満の子供がいる: 26.3% - 結婚・同居している夫婦: 43.6% - 未婚・離婚・死別女性が世帯主: 12.4% - 非家族世帯: 40.3% - 単身世帯: 34.6% - 65歳以上の老人1人暮らし: 16.1% - 平均構成人数 - 世帯: 2.24人 - 家族: 2.87人 収入と家計 - 収入の中央値 - 世帯: 31,987米ドル - 家族: 41,796米ドル - 性別 - 男性: 31,698米ドル - 女性: 21,388米ドル - 人口1人あたり収入: 17,214米ドル - 貧困線以下 - 対人口: 14.7% - 対家族数: 10.7% - 18歳未満: 23.4% - 65歳以上: 6.3% |

ゲイルズバーグ市には全国鉄道の殿堂が計画されている。2006年にアメリカ合衆国議会がその設立を認可して以来、その3,000万ドルのプロジェクトに資金集めが行われている。観光業が盛り上がり経済効果があると見込まれている。

## 祭
毎年6月の第4週末に鉄道の日祭が開催されている。この祭は1978年から、当時バーリントン・ノーザンのオープンハウスとして始まった。バーリントン・ノーザンは操車場内の列車ツアーを行った。ゲイルズバーグ市が、町に多くの観光客を呼ぶためにストリートフェアを始めた。1981年ゲイルズバーグ鉄道博物館が設立され、鉄道の日にオープンした。その後、市と鉄道会社が毎年の祭を共同で計画した。2002年、鉄道会社が祭計画から撤退し、操車場のツアーも無くなった。2003年、市は地元の集団と共に祭の再生を計画し、ゲイルズバーグ鉄道博物館が操車場のバスツアーを始めた。そのときからゲイルズバーグ鉄道博物館は操車場のバスツアーを続けている。2010年、ゲイルズバーグ鉄道博物館が操車場のVIPツアーを行い始め、選別された集団がハンプ・タワーやディーゼル機関車の整備工場に入って、BNSFの操作を見ることができるようになった。この祭の間、カール・サンドバーグ・カレッジでは最大級の鉄道模型やアメリカ合衆国中西部のジオラマが見られる。
9月のレイバーデイの週末、「スティアマン・フライン・イン」がある。9月にはまた、ストーリー湖でグレート・段ボール・ボート・レガッタやラバー・ダック・レースが開催される。毎年8月第3週末には、ストーリー湖公園で南北戦争と1840年代以前のランデブーが開催される。
ブラックアース映画祭は2004年以来ゲイルズバーグ芸術分野の一部となっている。ゲイルズバーグ市民芸術センターと協業しており、世界中から作品がエントリーされている。毎年9月に開催され、長編、短編、ドキュメンタリー、アニメーション、外国映画の部門で最良のものを選んでいる。これら各部門賞の他に総合賞を選んでいる。映画産業からの特別ゲストも来場する。過去にはジョン・D・ハンコック監督（「Bang The Drum Slowly, Prancer, Let's Scare Jessica to Death」）、制作者のマーク・ボーシャートとマイク・シャンク（「American Movie」）、制作者のエリック・ザラとクリス・ストロンポロス（「レイダース/失われたアーク《聖櫃》」）が出席した。
毎年5月にはストーリー湖公園で凧祭が開催されている。

## 大衆文化の中で
- 機械式観覧車の発明家であり、その英名"Ferris wheel"の由来となったジョージ・ワシントン・ゲイル・フェリス・ジュニアはゲイルズバーグで生まれた[17]
- 伝説に拠れば、マルクス兄弟（グルーチョ、チコ、ハーポ、ガンモ）が最初のそのニックネームを貰ったのが、1914年の市内ゲイティ劇場でだった。最後の音が「お段」で終わる名前は20世紀初頭に人気があり、ヴォードビルの仲間アート・フィッシャーが、ポーカーをしていたときにこの兄弟にニックネームを与えたとされている。ゼッポ・マルクスは後に付けられたニックネームである[18]
- ザ・マウンテン・ゴーツのアルバム「フルフォース・ゲイルズバーグ」の収録曲「西イリノイの週末」にはゲイルズバーグが歌われている
- クリストファー・プリーストの小説奇術師 (小説)には、ゲイルズバーグが言及されている
- 『ボディ・スナッチャー/恐怖の街』の作家ジャック・フィニイ（ノックス大学に在学）は、そのタイムトラベルの舞台としてゲイルズバーグを何度か使っており、短編『ゲイルズバーグの春を愛す』もある
- スティーヴン・キングの作品『ドロレス・クレイボーン』にはゲイルズバーグが出てくる
- ウォルター・ディーン・マイアーズのベトナム戦争に関する小説『Fallen Angels』では、ゲイルズバーグとノックス大学について、登場人物のウォロウィックが言及している
- バラク・オバマ大統領は、2004年民主党全国大会での基調演説で、また2010年一般教書演説でゲイルズバーグについて言及している[19]
- 野球の伝説的スタージミー・フォックスは、ゲイルズバーグの市民が所有するピザ・ショップでグリーターとして晩年を過ごした。1967年に死ぬ直前にここを離れた[20]
- 元大統領ロナルド・レーガンは、1917年から1918年にかけてサイラス・ウィラード小学校の2年生として在籍していた[21]
- 元大統領ロナルド・レーガンは、1952年の映画『The Winning Team』で、プロ野球選手グロバー・クリーブランド・アレクサンダーを演じた。映画に出てくるゲイルズバーグ・ブースターズは、後にシカゴ・カブス、さらにセントルイス・カージナルスに売却された。「偉大なアレクサンダー」と宣伝されて彗星のように現れ、その後に不健康とアルコール依存から凋落し、再度メジャーに復帰する様子を描いている[22]

## メディア
ゲイルズバーグ市には、地方、地域、全国のニュースを扱う多くのラジオ局や新聞社がある。ゲイルズバーグ・ブロードキャスティングがAMラジオ局1局、FMラジオ局2局を所有し、プレーリー・レイディオ・コミュニケーションズがAMラジオ局1局を所有している。新聞の「ゲイルズバーグ・レジスター・メイル」は、1927年に「ゲイルズバーグ・レパブリカン・レジスター」と「ゲイルズバーグ・デイリーメイル」が合併して作られた。それまでの2紙は19世紀半ばまで遡ることができる。「ゲイルズバーグ・レジスター・メイル」は市内唯一の日刊紙として、サンディエゴのコプリー・プレスが所有していたが、2007年4月にゲイトハウス・メディアに買収された。「ザ・ゼファー」紙は1989年に創刊され、毎週木曜日に発行される唯一の地元所有新聞だったが、2010年12月9日版で終刊となった。「ニュー・ゼファー」が2013年初期に発行を始め、毎週金曜日に発行されている。